# Linamarine
La linamarine, ou linamaroside, est un glycoside cyanogène présent dans les feuilles et les racines de plantes telles que le manioc, le haricot de Lima et le lin. Il s'agit d'un glucoside de cyanhydrine d'acétone.
Mise en présence d'enzyme et de la flore intestinale dans l'intestin humain, la linamarine, et son dérivé méthylé, la lotaustraline, peut se décomposer et libérer du cyanure d'hydrogène, substance chimique très toxique.

## Toxicité
L'utilisation dans l'alimentation de plantes contenant des quantités significatives de linamarine, notamment le manioc, nécessitent une préparation et une détoxication soignées. La linamarine ingérée et absorbée est rapidement excrétée dans l'urine et le glycoside lui-même ne semble pas être fortement toxique. La consommation de produits à base de manioc à faible taux de linamarine est très répandue dans les régions tropicales de plaines.
L'ingestion de nourriture préparée à partir de racines de manioc riches en linamarine et insuffisamment traitées est associée à des phénomènes de toxicité alimentaire, en particulier avec la maladie du motoneurone supérieur, ou maladie du konzo des populations africaines chez lesquelles elle a d'abord été décrite par Giovanni Trolli en 1938, et plus tard par le réseau de recherche animé par Hans Rosling. Toutefois, on pense que la toxicité est induite par l'ingestion de cyanhydrine d'acétone, produit de décomposition de la linamarine.
L'exposition alimentaire à la linamarine a également été signalée comme facteur de risque dans le développement de l'intolérance au glucose et du diabète, bien que les études chez les animaux de laboratoire aient été incohérentes dans la reproduction de cet effet, et semblent indiquer que l'effet principal de cette exposition est d'aggraver les conditions existantes plutôt que d'induire seule le diabète,.
La production de cyanure à partir de la linamarine est habituellement enzymatique et se produit lorsque la linamarine est exposée à la linamarase, enzyme normalement exprimée dans la paroi cellulaire des plants de manioc. Comme les dérivés de cyanure résultants sont volatils, les procédés de traitement qui induisent une telle exposition sont des moyens traditionnels courants de préparation du manioc. Habituellement la préparation du manioc pour la consommation humaine consiste à le faire blanchir, bouillir ou fermenter.
parmi ces aliments, on peut citer le garri, le foufou, la pâte d'agbélima et la farine de manioc.
Des recherches récentes ont permis de créer un plant de manioc transgénique qui réduit de façon stable la production de linamarine par ARN interférent.